# アメリカヨタカ
アメリカヨタカ（亜米利加夜鷹、学名：Chordeiles minor）は、鳥類の一種。

## 保全状態評価
- LEAST CONCERN (IUCN Red List Ver. 3.1 (2001))